# Высоцкий, Николай Петрович
Николай Петрович Высоцкий (12 октября 1751—1827) — генерал-майор (1783), флигель-адъютант Екатерины II. Племянник князя Потёмкина, сын его сестры Пелагеи Александровны и Петра Егоровича Высоцкого.
При разделе потёмкинских земель получил Гуляйполь с окрестностями, где выстроил Николаевскую церковь, ставшую усыпальницей Высоцких. С 16.02.1778 по 11.10.1783 — командир Харьковского гусарского полка, кавалер польского ордена Св. Станислава (1778) и голштинского ордена Св. Анны (21.09.1787).
В период «бесфаворитья» 1779—1780 гг. наряду с Левашовым, Стахиевым и Страховым считался любимцем императрицы, от которой получил (по данным, приводимым у К. Валишевского) в общей сложности 300000 рублей. Впрочем, в большинство списков фаворитов Екатерины он не включается.
После смерти императрицы вышел в отставку. Вместе с женой Марией Ивановной, урождённой Наумовой, выстроил под Москвой усадьбу Свиблово. В своём доме на Новой Басманной, 13 давал роскошные балы, о которых в январе 1805 г. С. Жихарев писал:
Мы с Петром Ивановичем ездили взглянуть на освещённые окна дома Высоцкого. Вся Басманная до Мясницких ворот запружена экипажами: цуги, цуги и цуги. Кучерам раздавали по калачу и разносили по стакану пенника. Это по-барски. Музыка слышна издалече: экосез и а-ла-грек так и заставляют подпрыгивать.